# اسلیکرفیر
اسلیکرفیر (به هلندی: Slikkerveer) یک روستا در هلند است که در ریدرکرک واقع شده‌است. اسلیکرفیر ۸٬۲۳۰ نفر جمعیت دارد.